# Sascha Dum
Sascha Dum (Leverkusen, 3 luglio 1986) è un allenatore di calcio ed ex calciatore tedesco, di ruolo difensore o centrocampista.

## Carriera

### Club
Ha giocato nella prima e nella seconda divisione tedesca.

### Nazionale
Ha giocato nelle nazionali giovanili tedesche Under-19, Under-20 ed Under-21.